# Fotoerotica
Fotoerotica – ogólnopolski konkurs branżowy fotografów organizowany przez Marquard Media Polska Sp. z o.o. (wydawca polskiej edycji Playboya). Konkurs organizowany jest od 2000 roku. Jest to jedyny cykliczny konkurs fotografii aktu w Polsce. W środowisku fotograficznym i modelingowym jest uznawany za konkurs o wysokim prestiżu.

## Laureaci konkursu (lista niepełna)
- 2005: III miejsce: Izabela Wilma-Drzeżdżon
- 2006: I miejsce: Sławomir Taboryski, II miejsce: Marcin Biedroń, Bartek Wardziak, III miejsce: Szymon Brodziak[1]
- 2008: I miejsce: Jerzy Bednarski, II miejsce: Patrycja Sosnowska, Dariusz Fabianowski, III miejsce: Łukasz Marciniak[2]
- 2009: I miejsce: Ewa Piotrowska
- 2010: I miejsce: Andrzej Frankowski, II miejsce: Michał Paź, Magdalena Pierwocha, III miejsce: Łukasz Malczewski, Ewa Danowska, Łukasz Kowalczyk.
- 2011: I miejsce: Jacek Grobelny[3], II miejsce Veroniq Zafon- Weronika Drozd[4]
- 2012: I miejsce: Radosław Pujan, II miejsce: Miron Chomacki, Maciej Bagiński, III miejsce: Tomasz Pluta, Ireneusz Zdrowak, Radosław Kwasiborski[5]
- 2013: I miejsce: Bartek Brudek, II miejsce: Patrycja Wieczorek, Sebastian Pietrzak, III miejsce: Jakub Żak, Piotr Lipski, Tomasz Pluta
- 2014: I miejsce: Paweł Brzeziński, II miejsce: Mateusz Kostoń, Marcin Krężel, III miejsce: Jerzy Bednarski, Piotr Lipski, Roland Okoń.
- 2015: I miejsce: Piotr Lipski
- 2016: I miejsce: Sandra Sobolewska, II miejsce: Grzegorz Sikorski, Marek Stan, III miejsce: Tomasz Sipa, Roland Okoń, Łukasz Brodala